# Église Saint-Genulf du Thoureil
L'église Saint-Genulf (ou Saint-Charles) est une église située au Thoureil, en France. Elle est initialement dédiée à saint Genulfe (plus connu sous le nom de saint Genou) , puis le sera à saint Charles.

## Localisation
L'église est située dans le département français de Maine-et-Loire, sur la commune du Thoureil.

## Historique
L'édifice est classé au titre des monuments historiques en 1905 et classé en 1913.  En remplacement des huit vitraux du XIXe siècle constitués de verres clairs losangés, l'église a accueilli en 2019 huit vitraux dessinés par l'écrivain Tahar Ben Jelloun et réalisés par le maître verrier Philippe Brissy,. L'inauguration s'est déroulée le samedi 30 novembre, en présence des trois hommes qui ont porté le projet : Tahar Ben Jelloun, Philippe Brissy et  Jérôme Clément, ex-président d'Arte et membre du conseil municipal du Thoureil . L'écrivain-peintre, touché que ce dernier le sollicite, a accepté pour la dimension symbolique de ce travail : « En ces temps troubles où l’islam est détourné et associé à une entreprise criminelle, il est important qu’un artiste de culture musulmane puisse montrer que les religions du Livre sont en complémentarité. »